# Zohor (stacja kolejowa)
Zohor (słow: Železničná stanica Zohor) – stacja kolejowa w miejscowości Zohor, w kraju bratysławskim, na Słowacji.
Znajduje się na liniach nr. 110 Bratysława – Břeclav, 112 Zohor – Plavecký Mikuláš i 113 Zohor – Záhorská Ves.
Stacja znajduje się na 12,610 km dwutorowej linii, od strony głównego dworca w Bratysławie (kilometr od stacji kolejowej Devínska Nová Ves) do stacji Kúty. Linia Bratysława – Břeclav jest zelektryfikowana systemem prądu przemiennego 25 kV/50 Hz. Linie Zohor – Plavecký Mikuláš i Zohor – Záhorská Ves nie są zelektryfikowane. W dniu 2 lutego 2003 przewóz osób na linii Zohor – Plavecký Mikuláš został zatrzymany, ale w kwietniu 2017 sezonowo wznowiony do przystanku Plavecké Podhradie.
Istnieje możliwość zakupu biletu na stacji kolejowej, a stacja nazywana jest węzłem kolejowym "Záhorácky". Stacja Zohorská posiada również przypisane do niej niezależne stacje kolejowe, takie jak Malacky, Rohožník czy Kuchyňa, a także przystanki kolejowe, np. Plavecký Štvrtok.
Przez stację przejeżdżają pociągi pasażerskie, ekspresowe (głównie do Czech) i towarowe. Stacja posiada torowisko  z 14 torami transportowymi, 1 przeładunkowym, 1 parkingowym i 2 innymi torami.

## Linie kolejowe[1]
- Linia 110 Devínska Nová Ves – Skalica
- Linia 112 Zohor – Plavecký Mikuláš
- Linia 113 Zohor – Záhorská Ves